# أدوز (آيت باها أوملال)
أدوز هو دُوَّار يقع بجماعة وادي الصفاء، إقليم شتوكة آيت باها، جهة سوس ماسة في المملكة المغربية. ينتمي الدوّار لمشيخة آيت باها أوملال التي تضم 10 دواوير. يقدر عدد سكانه بـ 3460 نسمة حسب الإحصاء الرسمي للسكان والسكنى لسنة 2004.

## وصلات خارجية
- البوابة الوطنية للجماعات الترابية
- المندوبية السامية للتخطيط